# Torreon (hrabstwo Torrance)
Torreon – jednostka osadnicza w Stanach Zjednoczonych, w stanie Nowy Meksyk, w hrabstwie Torrance.